# Love Music Hate Racism

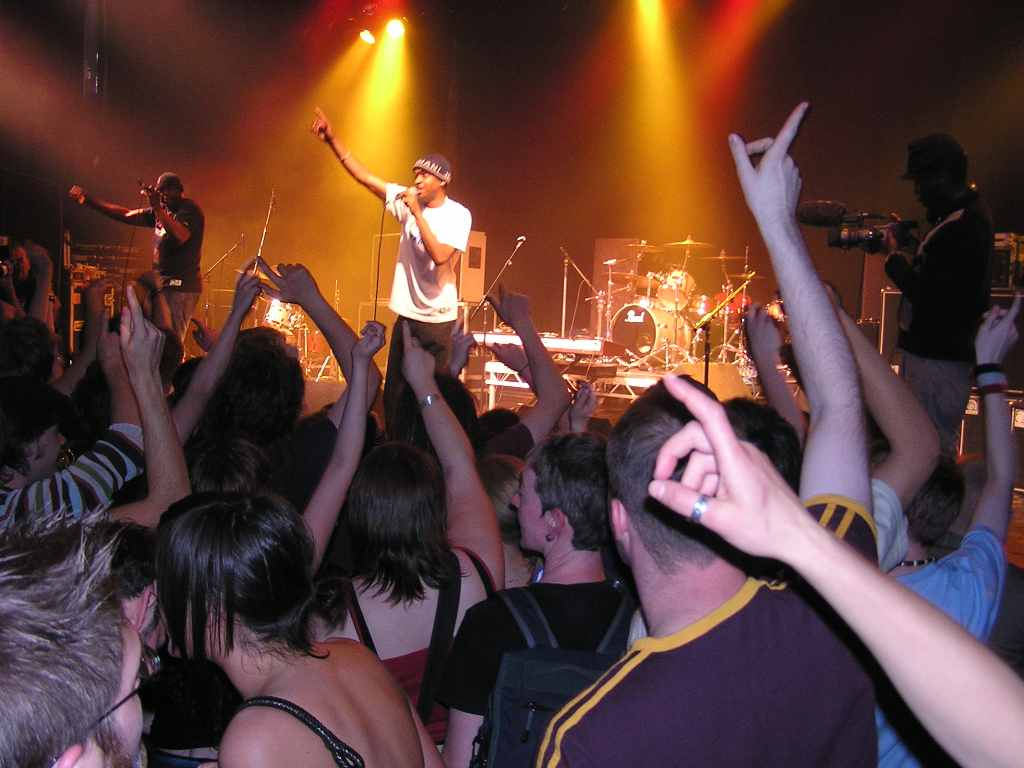
concerto della Love Music Hate Racism al nord-ovest dell'Inghilterra

La Love Music Hate Racism (LMHR) è una campagna musicale inglese organizzata dalla Anti-Nazi League e da Unite Against Fascism.
La campagna coinvolge concerti che mirano a spargere il messaggio antirazzista. Si ispira al modello anni '70 della campagna Rock Against Racism (RAR), che ha anche visto la partecipazione della Anti-Nazi League.

## Storia
La LMHR venne fondata nel 2002 come risposta all'aumento evidente dei supporti del Partito Nazionale Britannico di estrema destra.
Il primo grande concerto della LMHR fu un festival alla Platt Fields Park di Manchester, capeggiata dai Doves e da Ms. Dynamite. L'organizzazione crede che la musica moderna sia influenzata da molte culture e tradizioni, e che possa essere usata per unire diversi tipi di popoli.
La maggior parte dei concerti della LMHR include diversi generi musicali. Ci sono stati due grossi concerti della LMHR a Trafalgar Square.
L'organizzazione ha lavorato con moltissimi artisti pop, incluso tre vincitori della Mercury Prize: Ms. Dynamite, Dizzee Rascal e Badly Drawn Boy. Nel 2005, il film Who Shot the Sheriff?,viene documentata la storia della RAR, che girava nel Regno Unito durante gli eventi della LMHR, e include il corcerto di tributo al ragazzo assassinato Anthony Walker (con la collaborazione di Ms. Dynamite, Roll Deep, The Stands e Lupe Fiasco). Altri musicisti prominenti che partecipano alla campagna sono The Libertines, Morrissey, Sonic Boom Six, David Gray, The Eighties Matchbox B-Line Disaster, Belle and Sebastian, Get Cape. Wear Cape. Fly, Gallows e My Vitriol.